# Epopea di Gilgameš

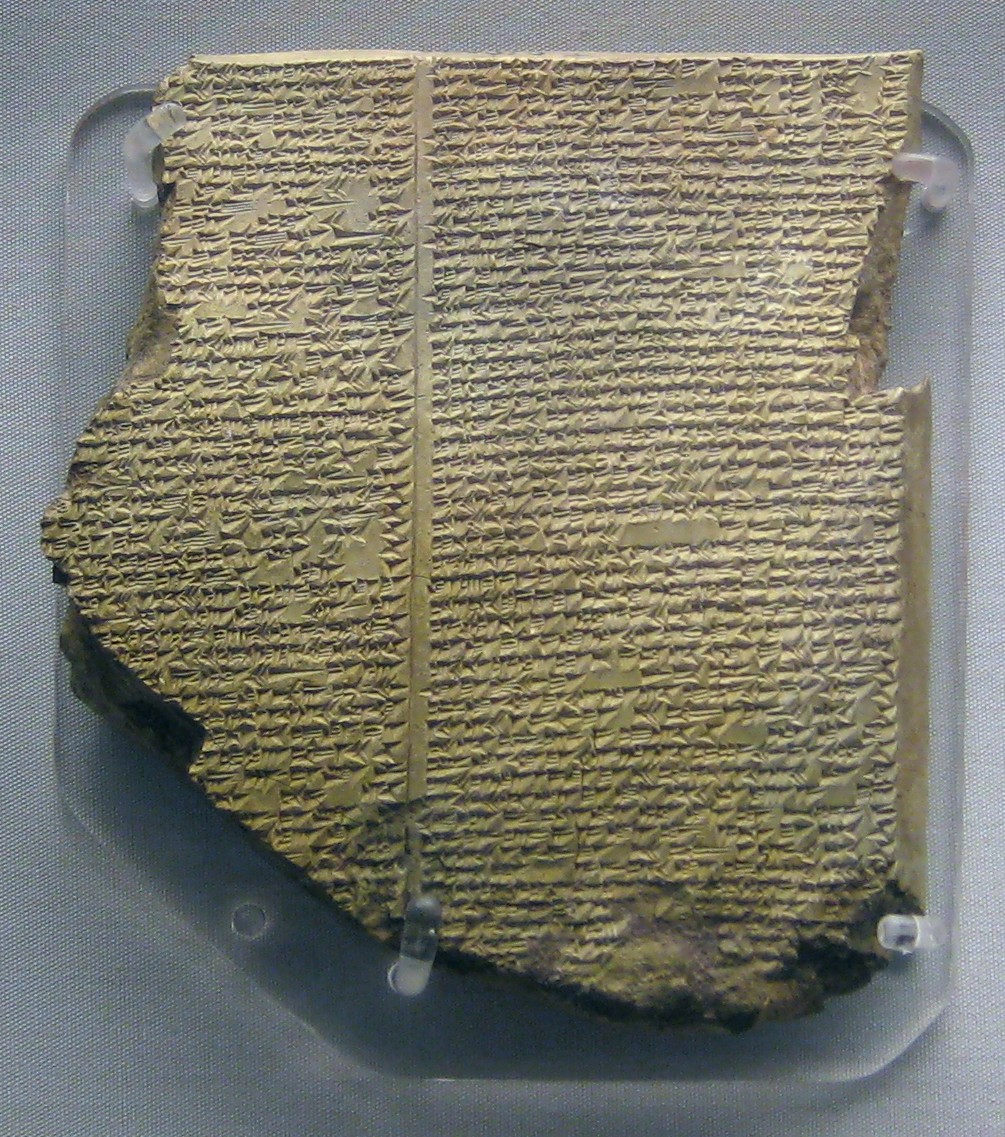
La tavoletta XI della versione di Ninive dell'Epopea di Gilgameš, che racconta il Diluvio

L'Epopea di Gilgameš (in lingua accadica, Shutur eli sharri, nella versione paleo-babilonese, e Sha nagba imuru, nella versione medio-babilonese) è un racconto epico della Mesopotamia. Si tratta di una delle più antiche opere letterarie dell'umanità, se non la più antica, di cui la prima versione conosciuta fu scritta in accadico nella Babilonia del XIX secolo a.C. Scritta in caratteri cuneiformi su tavolette d'argilla, racconta le avventure di Gilgameš, re di Uruk, una figura eroica con forse qualche base storica, nonché una delle divinità infernali dell'antica Mesopotamia.
L'Epopea è una storia sulla condizione umana e i suoi limiti, la vita, la morte, l'amicizia e, più in generale, una storia di formazione sul risveglio dell'eroe alla saggezza. La prima parte racconta le gesta di Gilgameš e del suo amico Enkidu, che trionfano sul gigante Ḫumbaba e sul Toro celeste, quest'ultimo scagliato loro contro dalla dea Ishtar, le cui avances erano state respinte dall'eroe. La storia cambia direzione dopo la morte di Enkidu, una punizione inflitta dagli dei per l'affronto che è stato fatto loro. Gilgameš si imbarca quindi nella ricerca dell'immortalità, raggiungendo la fine del mondo dove risiede l'immortale Uta-napishti, che gli rivela che non potrà mai ottenere ciò che cerca, ma gli insegna la storia del Diluvio che potrà trasmettere al resto dei mortali.
L'Epopea è in parte basata su diversi racconti sumeri della fine del III millennio a.C. che narrano diverse gesta di Gilgameš. Dalla sua prima stesura intorno al XVIII secolo a.C., il testo conosce varie modifiche e circola in diverse varianti durante il II millennio a.C., prima che venga scritta una versione relativamente stabile verso il 1200 a.C. che si diffonde nel corso del I millennio a.C. Secondo la tradizione mesopotamica, questa versione "classica" sarebbe dovuta all'attività di uno scriba di nome Sîn-lēqi-unninni. Scritta su dodici tavolette, questa versione è nota soprattutto per quelle rinvenute a Ninive e risalenti al VII secolo a.C., riportata alla luce dagli anni 1850 nel corpo di testi accademici denominato “Biblioteca di Assurbanipal". Da allora, nuove tavolette rinvenute in siti della Mesopotamia e del Medio Oriente hanno migliorato la comprensione dell'opera, sebbene non sia nota nella sua interezza. 
Riscontra molto successo nel Vicino Oriente antico e vengono rinvenute copie in siti distribuiti su una vasta area, in Mesopotamia, Siria e Anatolia. Il racconto di Gilgameš è stato tradotto in ittita e hurrita e la sua influenza si riscontra anche in varie opere successive, tant'è che fino all'inizio del Medioevo vi era memoria delle gesta di Gilgameš, conservata fino ad allora attraverso canali che in gran parte sfuggono agli storici, ma che sono un'ulteriore indicazione della popolarità di questo racconto nell'antichità.
La riscoperta dell'Epopea e la successiva pubblicazione nel 1872, ad opera di George Smith, dei primi estratti relativi al passo relativo al Diluvio fece scalpore per via dei paralleli che offrivano con il racconto biblico. Successivamente, la ricostruzione di altri brani dell'opera, la fece apparire come una delle più antiche opere epiche conosciute. Da allora ha suscitato l'attenzione di romanzieri, poeti, psicologi, compositori, ecc. che ne hanno redatto delle versioni nuove e delle interpretazioni modernizzate o se ne sono ispirati.

## Riscoperta e ricostituzione

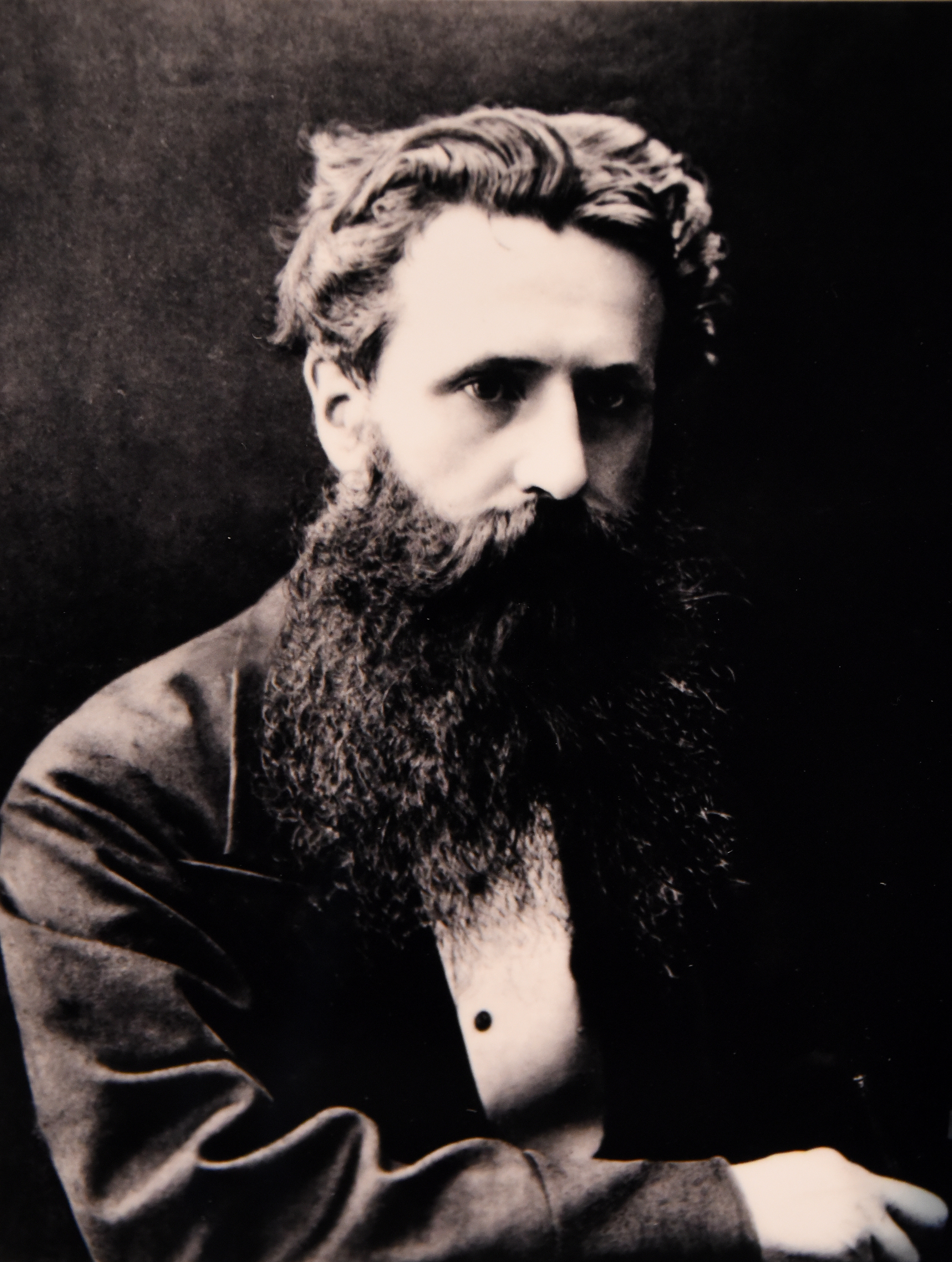
George Smith (1840-1876), primo traduttore della "tavoletta del Diluvio".

La riscoperta dell'Epopea di Gilgameš si colloca nel più ampio contesto della riscoperta della cultura mesopotamica nel corso del XIX secolo, da parte degli archeologi e dei primi assiriologi. Gli scavi di Austen Henry Layard e Hormuzd Rassam nel sito dell'antica Ninive (oggi il tell di Kuyunjik, nei sobborghi di Mosul) hanno restituito migliaia di tavolette cuneiformi, molte delle quali provengono da biblioteche assemblate nel VII secolo a.C., conosciute sotto l'appellativo comune di "Biblioteca di Assurbanipal", dal nome del re assiro che ha comandato la raccolta e la copia di molti di questi testi. Queste tavolette, o meglio i frammenti di tavolette rinvenuti dagli archeologi (la scoperta di tavolette intere essendo rara), vengono spedite al British Museum, dove uno dei primi decifratori della scrittura cuneiforme, Henry Creswicke Rawlinson, ne organizza la traduzione e la pubblicazione. Egli delega a George Smith, giovane assiriologo autodidatta, il compito di pubblicare alcune tavolette a partire dal 1867. Fra i lotti che gli sono stati affidati, scopre nel novembre 1867 una tavoletta che evoca una storia simile a quella del biblico Diluvio universale, da lui prontamente pubblicata. La scoperta ha un grande impatto nella cultura di massa, dato che per la prima volta viene scoperto un parallelismo evidente tra la letteratura mesopotamica e la Bibbia, che in questo caso rappresenta una chiara fonte di ispirazione per il testo sacro. Questa tavoletta è in realtà l'undicesima tavoletta della versione babilonese de L'epopea di Gilgameš. Smith pubblica nel 1875 una presentazione più completa del testo, come parte di una pubblicazione più ampia sullo stato delle conoscenze dei testi mitologici ed epici mesopotamici, intitolata The Chaldean Account of Genesis (in italiano: La descrizione caldea della Genesi). In The Chaldean Account of Genesis è inclusa una prima descrizione de l'epopea di Gilgameš, il cui nome viene trascritto "Izdubar" e identificato col biblico Nimrod; il quadro narrativo dell'opera è ancora molto poco compreso data la mancanza di fonti sufficienti, e anche perché la storia del Diluvio focalizza maggiormente l'attenzione di Smith e dei suoi lettori.
La morte di Smith nel 1876 interrompe il suo lavoro sull'Epopea. Questo compito è proseguito dall'assiriologo tedesco Paul Haupt, che pubblica nel 1884 Das Babylonische Nimrodepos ("L'epopea babilonese di Nimrod"), un'edizione delle tavolette del British Museum allora note, senza traduzione. Questo lavoro serve come base per le traduzioni che sono state eseguite nei decenni successivi. La prima traduzione dell'interezza delle tavolette conosciute all'epoca è pubblicata nel 1891, in tedesco, da Alfred Jeremias col titolo Izdubar-Nimrod: Eine altbabylonische Heldensage. La corretta lettura del nome dell'eroe, Gilgameš, è stata stabilita già nel 1890, ma viene ignorata da questo primo traduttore. Una nuova traduzione completa in tedesco, con un pesante apparato accademico, è prodotta da Peter Jensen nel 1900: Das Gilgamíš (Nimrod) Epos. Édouard Dhorme pubblica la prima traduzione francese, sempre destinata a un pubblico accademico, nel 1907, nella sua Choix de textes religieux assyro-babyloniens. Sono in seguito pubblicate traduzioni più accessibili ad un pubblico non universitario, in particolare quella dell'assiriologo tedesco Arthur Ungnad nel 1911.
I primi decenni del XX secolo vedono la pubblicazione di nuove tavolette dell'Epopea, fra cui alcuni frammenti del II millennio a.C. che riportano delle versioni diverse da quella di Ninive. Queste nuove pubblicazioni godono, fra l'altro, di una migliore comprensione della letteratura mesopotamica. Jastrow determina così che il racconto del Diluvio è un'aggiunta indipendente al resto dell'epica, in particolare perché si conosce ormai la sua probabile origine nel mito di Atraḫasis. Nel 1930, due anni dopo aver pubblicato una prima traduzione del racconto "completo" in inglese, Reginald Campbell Thompson realizza una nuova edizione delle tavolette allora scoperte, comprendente un centinaio di frammenti della versione di Ninive classica. Questo testo diventa il riferimento per le traduzioni successive e include la maggior parte del quadro narrativo dell'opera. La pubblicazione successiva di tavolette in sumero relative ad altri racconti del quale Gilgameš è protagonista, consente a Samuel Noah Kramer di evidenziare che l'Epopea è in parte basata su questa letteratura precedente.
La scoperta e la pubblicazione di nuove tavolette nei decenni successivi ha fatto progredire la conoscenza dell'Epopea, integrandola e migliorando la comprensione della sua storia letteraria, la quale è stata al centro degli studi di Jeffrey H. Tigay fra gli anni '70 e '80 del XX secolo. All'inizio del XXI secolo vengono pubblicate nuove autorevoli traduzioni; sette decenni dopo l'opera di Campbell Thompson, una nuova edizione dei frammenti di tavolette dell'opera è pubblicata da Andrew R. George nel 2003. Questa raccolta risulta datata, visto che nuovi frammenti sono stati pubblicati da allora, in particolare dallo stesso George.

## Storia dell'opera
La ricostruzione dell'Epopea di Gilgameš è stata accompagnata da un lavoro di analisi della sua storia letteraria, quando è apparso evidente che la prima versione conosciuta era in realtà solo l'ultima in data, la versione "classica". Le varianti più antiche sono meno note di quest'ultima, attestate da pochi testi spesso molto lacunosi, e il loro contenuto è quindi conosciuto solo in modo frammentario: risulta quindi difficile per gli studiosi identificare chiaramente le differenze con la versione classica babilonese. La letteratura sumerica precedente alla prima stesura dell'Epopea comprendeva già un ciclo di testi epici dedicati a Gilgameš che è servita in parte come base per gli sviluppi del testo in accadico, che è anche indubbiamente basato su una tradizione orale completamente scomparsa.

### Le epopee sumeriche
Sono cinque le epopee in lingua sumerica che narrano le imprese del re di Uruk, Gilgameš, malgrado ciò, apparentemente non esiste un equivalente dell'Epopea sumerica.
I testi sumeri sono noti dalle tavolette paleo-babilonesi (1800-1700 a.C. circa) ritrovate a Nippur e Ur, in luoghi di formazione per aspiranti scribi, che copiavano solo parti delle opere, le quali servivano come esempi per imparare la scrittura cuneiforme. Sono contemporanei ai primi frammenti conosciuti della prima versione accadica dell'epopea, ma il loro contesto di scrittura è generalmente ritenuto quello della terza dinastia di Ur (o Ur III, 2112-2004 a.C. circa). La cerchia dei "poeti" di corte dell'epoca può costituirne la fonte, in quanto i regnanti di questa dinastia rivendicano l'antica regalità della città di Uruk e il legame con Gilgameš e gli antichi re di Uruk. In effetti, queste storie su Gilgamesh fanno parte di una sorta di ciclo epico sui re "semi-leggendari" di Uruk, tra cui anche Enmerkar e Lugalbanda (rispettivamente il nonno e il padre di Gilgamesh secondo questa tradizione), costituendo una "età eroica" dell'antica Mesopotamia.

#### Gilgameš e Agga
Questo testo (sumerico: lu2kiĝ2gi4a ag-ga dumu en-me-barag-ge4-si-ke4; Gli inviati di Agga, il figlio di Enmebaragesi) ricostruito in 115 righe proviene dalla Biblioteca di Nippur. Probabilmente è l'epopea più storica trattando della guerra tra la città di Uruk e la città di Kiš, governata quest'ultima da Agga, il figlio di Enmebaragesi così come vuole la Lista Reale Sumerica.
Il poema incomincia con l'arrivo a Uruk di un'ambasceria da parte della città di Kiš con l'obiettivo di imporre alla città governata da Gilgameš il compito di irrigare l'area meridionale della Mesopotamia. Gilgameš convoca quindi l'assemblea degli anziani e, successivamente, quella dei giovani guerrieri, per decidere se sottomettersi al diktat di Agga oppure provocare la guerra. Gli anziani si risolvono per la pace, mentre i giovani guerrieri reclamano la guerra e l'indipendenza della città di Uruk.
Gilgameš segue quindi il consiglio dei giovani e rigetta la proposta degli ambasciatori. L'esito dell'ambasceria costringe Agga a riunire il suo esercito assediando Uruk. La popolazione di quest'ultima città è spaventata a tal punto da costringere Gilgameš a inviare un ambasciatore, nella figura del suo servo Birḫurte, per trattare con Agga. Ma il servo di Gilgameš appena catturato viene picchiato; a questo punto dalle mura di Uruk si sporge Zabardab, il generale a capo delle difese di Uruk che Agga ritiene possa essere Gilgameš in persona. Ma Birḫurte gli spiega che qualora fosse stato il re di Uruk il suo esercito alla sola vista ne sarebbe rimasto sconvolto. Subito dopo compare sulle mura di Uruk, Gilgameš nel suo splendore divino, allora Enkidu, l'altro servitore del re di Uruk, esce dalla città assediata proclamando la presenza del suo re. Lo splendore e il nome divino di Gilgameš atterrisce le armate nemiche che cadono sconfitte alla sua sola vista, e Gilgameš, magnanimo rimanda alla sua città Kiš il re Agga.
Nelle righe 85-89 viene così riportata l'apparizione splendente del dio Gilgameš.
(Gilgameš e Agga (sumerico: lu2kiĝ2gi4a ag-ga dumu en-me-barag-ge4-si-ke4; Gli inviati di Agga, il figlio di Enmebaragesi 85-89. Traduzione di Giovanni Pettinato, in La Saga di Gilgameš, p. 320.)
Da notare infatti che Gilgameš viene presentato col segno determinativo della divinita: d (cuneiforme: , accadico ). Il suo "terribile splendore" (sumerico: me.lam2, meli(m); accadico: melammû, melummum, cuneiforme: 𒈨𒉈) è proprio di un dio.

#### Gilgameš e Ḫubaba
Di questa epopea (segnatamente della versione "lunga" di Nibru/Nippur, in sumerico: en-e kur lu2 til3-la-še3ĝeštug2-ga-ni na-an-gub; Il signore decise di muoversi verso la montagna che dà la vita all'uomo) disponiamo di due versioni: una lunga 202 righe risalente alla città di Nippur, l'altra più breve, di circa 157 righe, rinvenuta a Me Turan. Le copie rinvenute sono numerose (più di ottanta) a dimostrazione di quanto questo racconto fosse diffuso tra i sumeri, fatto dimostrato anche dal rinvenimento in più città, oltre Nippur e Me Turan, anche Isin, Kiš, Sippar e Ur ne hanno infatti restituito dei frammenti (rinvenuti persino nella città, oggi iraniana, di Susa). A differenza dell'epopea precedentemente descritta, Gilgameš e Agga, questa epopea è stata raccolta, segnatamente dalla Tavola II alla Tavola V, nella successiva "versione classica babilonese", opera dello scriba ed esorcista cassita Sîn-lēqi-unninni. Tale racconto è presente anche nei frammenti delle epopee paleobabilonesi e in quella ittita.
L'opera si apre con l'intenzione manifestata dal re Gilgameš (anche in questi testi indicato con il determinativo d proprio della divinità) di recarsi presso la "montagna (kur, cuneiforme: 𒆳) che dà la vita (til3, cuneiforme: 𒋾) all'uomo" (lu2, cuneiforme: 𒇽), questo per rendere immortale il proprio nome.
Enkidu, servitore fedele di Gilgameš, gli consiglia di conferire con il dio Sole, Utu. Gilgameš offre quindi un capretto bianco e uno striato a Utu, chiedendo al dio di accompagnarlo nel suo cammino, il dio Sole gli domanda le motivazioni del suo viaggio, allora il re di Uruk significativamente gli risponde:
	silim ga-ra-ab-dug4 ĝizzal ḫe2-em-ši-ak

	iriki-ĝa2 lu2 ba-uš2 šag4 ba-sag3

	lu2 u2-gu ba-an-de2 {šag4-ĝu10} ba-an-gig

	bad3-da gu2-ĝa2 im-ma-an-la2

	ad6 a-a ib2-dirig-ge igi im-ma-an-sig10

	u3 ĝe26-e ur5-gin7 nam-ba-ak-e ur5-še3 ḫe2-me-a

	lu2 suku(SUKUD)-ra2 an-še3 nu-mu-un-da-la2

	lu2 daĝal-la kur-ra la-ba-an-šu2-šu2

	murgu ĝuruš-e til3-la saĝ til3-le-bi-še3 la-ba-ra-an-e3-a

	kur-ra ga-an-kur9 mu-ĝu10 ga-am3-ĝar

	ki mu gub-bu-ba-am3 mu-ĝu10 ga-bi2-ib-gub

	ki mu nu-gub-bu-ba-am3 mu diĝir-re-e-ne ga-bi2-ib-gub»
Io mi voglio rivolgere a te, prestami attenzione.

Nella mia città si muore, il cuore è oppresso;

i miei cittadini muoiono, il cuore è prostrato.

Io sono salito sulle mura della mia città

e ho visto i cadaveri trasportati dalle acque del fiume;

e io, pure io sarò così? Certo pure io!

L'uomo, per quanto alto egli sia, non può raggiungere il cielo,

l'uomo, per quanto grasso egli sia, non può coprire il Paese;

nessun uomo l'ha (finora) avuta vinta sull'eccelso "mattone della vita"

Io voglio entrare nella Montagna, voglio porre colà il mio nome;

nel luogo dove ci sono già gli steli, voglio porre il mio nome;

nel luogo dove non ci sono gli steli, voglio porre il nome degli dèi.»
(Gilgameš e Ḫubaba (versione "lunga" di Nibru/Nippur in sumerico: en-e kur lu2 til3-la-še3ĝeštug2-ga-ni na-an-gub; Il signore decise di muoversi verso la montagna che dà la vita all'uomo) 21-33. Traduzione di Giovanni Pettinato, in La Saga di Gilgameš, p. 323.)
Ciò che spinge Gilgameš ad affrontare questo viaggio pericoloso sia il tema della "morte", del "morire" (sumerico: uš2, úš; cuneiforme: 𒍗) evento superabile solo attraverso il rendere imperituro il proprio nome.
Il dio Sole Utu accoglie la richiesta di Gilgameš e gli invia sette esseri divini che, unitamente a cinquanta giovani guerrieri di Uruk e al fedele Enkidu, lo accompagneranno nel pericoloso sentiero della "Montagna che dà la vita".
Il terribile guardiano della Montagna, Ḫubaba (anche, e indifferentemente, Ḫumbaba o Ḫuwawa) li vede arrivare e invia loro un raggio potente che li fa addormentare. Ma il fedele Enkidu si sveglia, e visto il re addormentato, cerca di destarlo senza però riuscirvi, finché, dopo averlo massaggiato con dell'olio, questi si alza.
Gilgameš è sempre deciso a raggiungere Ḫubaba e, nonostante il servo Enkidu lo sconsigliasse, incede insieme con Enkidu, dopo averlo convinto a seguirlo, verso il guardiano. L'incontro tra il re di Uruk e il guardiano della "Montagna che dà la vita" non è breve: Ḫubaba vuole uccidere Gilgameš ma, convinto da quest'ultimo, gli cede i propri terribili poteri in cambio delle due sorelle del re, come moglie, la prima (Enmebaragesi), e concubina, la seconda (Peštur), oltre che per dei sandali, grandi e piccoli. Gilgameš riesce a ottenere in questo modo i sette terrori (sumerico: ni2, cuneiforme:) di Ḫubaba. Spogliato dai suoi poteri, Ḫubaba diviene alla mercé del re di Uruk che prima lo percuote e poi lo lega. Il guardiano, fatto prigioniero, invoca il dio Utu e chiede clemenza a Gilgameš che sta per concedergliela quando Enkidu, duramente apostrofato da Ḫubaba, gli taglia la testa. A questo punto i due eroi si recano alla presenza del re degli dèi Enlil. Messo a conoscenza della vicenda, Enlil li redarguisce duramente per il destino inflitto al guardiano della Montagna, decidendo di distribuire i terrori di Ḫubaba per tutta la terra.

#### Gilgameš e il Toro celeste
Di questa epopea (segnatamente della versione di Me-Turan, in sumerico: šul me3!-kam šul me3!-kam in-du-ni ga-an-dug4; Dell'eroe in battaglia, dell'eroe in battaglia, io voglio intonare il canto) conserviamo due versioni, una lunga 140 righe, rinvenuta a Me-Turan, è un'altra più lunga da Nippur. Tale epopea è stata ripresa nella successiva "versione classica babilonese", opera dello scriba ed esorcista cassita Sîn-lēqi-unninni, segnatamente alla Tavola VI, anche se, e questo va subito evidenziato, con una decisa differenza nelle motivazioni che spingono la dea Innana a recarsi da suo padre, il dio della volta celeste, An, per chiedergli di inviare sulla terra il "Toro celeste" (sumerico: gu4-an-na).
Dopo un avvio poetico sulla figura di Gilgameš, l'epopea introduce la dea Inanna che dal parapetto del suo tempio, l'E-anna, indirizza queste parole al re di Uruk:
dgilgameš2 /IM\ [MA NI TA … šu nu-ri-bar-re]

e2-an-na-ĝu10 di [kud-de3 šu nu-ri-bar-re]»
(Gilgameš e il Toro celeste (versione di Me-Turan, in sumerico: šul me3!-kam šul me3!-kam in-du-ni ga-an-dug4; Dell'eroe in battaglia, dell'eroe in battaglia, io voglio intonare il canto 22-24. Traduzione di Giovanni Pettinato, in La Saga di Gilgameš, p. 348.)
Giovanni Pettinato ritiene che questa intimazione della dea inerisca al fatto che il re Gilgameš intende porre sotto la sua giurisdizione il tempio e il personale dedicato alla dea Inanna mentre la dea non intende accettare questo sconfinamento. E dopo le insistenze di Gilgameš, la dea si reca al cospetto di An, padre degli dèi e dio Cielo, per chiedere che invii sulla terra il temibile "Toro celeste" affinché uccida Gilgameš. Dapprima An si rifiuta di assecondare le richieste di Inanna ma dopo che ella incomincia a emettere un grido che potrebbe far riavvicinare il Cielo alla Terra si decide a concederle il "Toro celeste" il quale, giunto sulla Terra, procura devastazioni nel regno di Gilgameš. Il re di Uruk quindi lo affronta e lo uccide. Nella versione di Me-Turan (rigo 130 e segg.) la vicenda epica si conclude con Gilgameš che lancia all'indirizzo di Inanna, che fugge, una coscia del Toro divino appena ucciso.

#### Gilgameš, Enkidu e gli Inferi
Questa epopea sumerica (segnatamente la versione di Nibru/Nippur, in sumerico: ud re-a ud su3-ra2 re-a; lett. In quei giorni, in quei giorni lontani) è stata ricostruita grazie alla disponibilità di trentasette documenti. Parte di questa è stata tradotta in accadico nella XII Tavola della "versione classica babilonese", opera dello scriba ed esorcista cassita Sîn-lēqi-unninni. L'avvio del poema è di tipo "cosmogonico" quando il Cielo (an) si separa dalla Terra (ki), l'umanità viene creata, An diviene il dio Cielo, Enlil diviene il re degli dèi e governatore della Terra, la dea Ereškigal soprintende agli inferi. Enki, il dio dell'abisso delle acque dolci intraprende un viaggio su una nave verso la Montagna che dà la vita, il Kur.
ĝi6 re-a ĝi6 ba9-ra2 re-a

mu re-a mu su3-ra2 re-a

ud ul niĝ2-du7-e pa e3-a-ba

ud ul niĝ2-du7-e mi2 zid dug4-ga-a-ba

eš3 kalam-ma-ka ninda šu2-a-ba

imšu-rin-na kalam-ma-ka niĝ2-tab ak-a-ba

an ki-ta ba-da-ba9-ra2-a-ba

ki an-ta ba-da-sur-ra-a-ba

mu nam-lu2-u18-lu ba-an-ĝar-ra-a-ba

ud an-ne2 an ba-an-de6-a-ba

den-lil2-le ki ba-an-de6-a-ba

dereš-ki-gal-la-ra kur-ra saĝ rig7-bi-še3 im-ma-ab-rig7-a-ba

ba-u5-a-ba ba-u5-a-ba

a-a kur-še3 ba-u5-a-ba

den-ki kur-še3 ba-u5-a-ba

lugal-ra tur-tur ba-an-da-ri

den-ki-ra gal-gal ba-an-da-ri

tur-tur-bi na4 šu-kam

gal-gal-bi na4 gi gu4-ud-da-kam»
in quelle notti, in quelle notti lontane,

in quegli anni, in quegli anni lontani,

nei tempi antichi, quando ogni cosa venne alla luce;

nei tempi antichi, quando ogni cosa "utile" fu procurata;

quando nel tempio del Paese, pane fu gustato;

quando il forno del Paese venne acceso;

quando il cielo fu separato dalla terra;

quando la terra fu separata dal cielo;

quando l’umanità fu creata.

quando An prese per sé il cielo

quando Enlil prese per sé la Terra

e a Ereškigal, in dono, furono dati gli Inferi;

quando egli salpò, quando egli salpò con la nave;

quando il padre salpò per il Kur,

quando Enki salpò per il Kur

allora contro il re le piccole pietre si abbattono

contro Enki le grandi pietre si abbattono,

- le piccole pietre sono le pietre della mano,

le grandi pietre sono le pietre che fanno danzare le canne-»
(Gilgameš, Enkidu e gli Inferi (versione di Nibru/Nippur in sumerico: ud re-a ud su3-ra2 re-a; lett. In quei giorni, in quei giorni lontani) 1-20. Traduzione di Giovanni Pettinato, in La Saga di Gilgameš, p. 362-363.)
La nave di Enki fa tuttavia naufragio durante una tempesta che sradica l'albero ḫalub (ha-lu-ub2; cuneiforme: 𒄩𒇻𒂠), che viveva isolato sulle rive del fiume Eufrate, trascinandolo via. La dea Inanna raccoglie l'albero con l'intenzione di farlo crescere nel giardino del suo tempio, l'E-anna a Uruk, per poi trarne, dal suo legno, un trono e un letto.
Ma l'albero ḫalub (huluppu), piantato nel giardino dell'E-anna, viene infestato da tre esseri demoniaci: tra le radici un serpente (muš, cuneiforme: 𒈲), che non teme incantesimi (tu6, cuneiforme: 𒅲); tra i rami l'uccello, l'Anzû (sumerico: an-im-dugudmušen; cuneiforme: 𒀭𒅎𒂂𒄷), che vi alleva i suoi piccoli; nel tronco si cela la vergine-spettro (sumerico: lil2-la2-ke4, accadico: lilitû; Lilith; lil2: spettro, fantasma, cuneiforme: 𒆤).
pa-bi-a mušen anzudmušen-de3 amar im-ma-ni-ib-ĝar

šab-bi-a ki-sikil lil2-la2-ke4 e2 im-ma-ni-ib-du3»
(Gilgameš, Enkidu e gli Inferi (versione di Nibru/Nippur in sumerico: ud re-a ud su3-ra2 re-a; lett. In quei giorni, in quei giorni lontani) 42-44. Traduzione di Giovanni Pettinato, in La Saga di Gilgameš, p. 364.)
Inanna chiede quindi aiuto al fratello, il dio Sole (Utu) che però non gli presta ascolto. Allora la dea si rivolge a Gilgameš, il quale armatosi affronta i tre esseri demoniaci cacciandoli. Consegnato l'albero ḫalub alla dea, trattiene per sé le sue radici che trasforma in pukku (tamburo), e i suoi rami traendone il mekku (le bacchette del tamburo). Impadronitosi di questo strumento musicale, costringe i giovani di Uruk a danzare al suo ritmo, sfinendoli. Giunta la sera, posa lo strumento, ma il pukku e il mekku precipitano negli Inferi.
Il fedele servitore Enkidu si offre di scendere nell'oltretomba per recuperare gli strumenti del suo re. Gilgameš accetta l'offerta del servitore, ma lo avverte di non indossare un vestito pulito (altrimenti i morti riconosceranno che egli è un vivo); di non spalmarsi unguenti profumati (altrimenti i morti lo circonderanno); di non gettare il "bastone che torna indietro (il boomerang, altrimenti coloro che sono stati uccisi da quel genere di arma lo raggiungeranno); e non deve indossare dei sandali, né impugnare uno scettro, non deve baciare o picchiare i suoi parenti. Enkidu scende negli Inferi ma viola tutte le consegne di Gilgameš, venendo così trattenuto nell'oltretomba. Gilgameš disperato si reca del re degli dèi Enlil che però non gli presta ascolto, quindi il re di Uruk fa visita al dio dell'Abisso delle acque dolci e della Saggezza, Enki, il quale intima al dio Sole (Utu) di aprire uno spiraglio nell'oltretomba di modo che Gilgameš possa incontrarsi con il fedele Enkidu. La conversazione tra i due verte sul destino degli uomini dopo la morte, che, in questo testo sumerico, non è governato da un principio di retribuzione "etico". Il destino degli uomini dopo la loro morte è invece piuttosto deciso dal "come" muoiano o da "quanti" figli hanno procreato prima di morire: in quest'ultimo caso più figli si ha generato e più il destino post-mortem appare felice.
Una particolare condizione riguarda i bambini, morti prima dei loro giorni (sumerico: niĝin3-ĝar; cuneiforme: 𒌋𒌓𒆤𒃻):
ĝišbanšur kug-sig17 kug-babbar lal3 i3-nun-ta e-ne im-di-e-ne»
(Gilgameš, Enkidu e gli Inferi (versione di Nibru/Nippur in sumerico: ud re-a ud su3-ra2 re-a; lett. In quei giorni, in quei giorni lontani) 300-301. Traduzione di Giovanni Pettinato, in La Saga di Gilgameš, p. 380.)

#### La morte di Gilgameš
Di questa epopea (segnatamente della versione di Me-Turan, in sumerico: am gal-e ba-nu2 ḫur nu-mu-un-/da\-an-/zi-zi\; Il grande toro giace; mai più potrà alzarsi) conserviamo due versioni, una di Nippur con due fonti che consentono di ricostruire 100 righe del testo sulle 450 originali, e una di Me-Turan, scoperta più recentemente.
L'Epopea apre con un lamento su Gilgameš morto, per poi tornare nuovamente al re di Uruk che sogna di essere ricevuto al consesso degli dèi dove gli viene comunicato che, seppure Gilgameš ha compiuto imprese eccezionali, resta la decisione ancestrale degli dèi di consegnare gli uomini alla morte, fatto salvo Ziusudra (sumerico: Zi-u4-sud-ra, lett. "Vita dei giorni prolungati"), l'uomo sopravvissuto al Diluvio universale grazie all'intervento di Enki, a cui gli dèi hanno concesso l'immortalità. Ciononostante l'assemblea divina comunica che, una volta trapassato negli Inferi, Gilgameš acquisirà il titolo e il compito di re e giudice dei morti. Risvegliatosi e raccontato il sogno, suo figlio Urulgal ne spiega alcuni aspetti per cui il sovrano di Uruk decide di farsi costruire una tomba monumentale in mezzo al letto del fiume Eufrate, facendone deviare momentaneamente il percorso, per esservi lì seppellito insieme con la sua corte. Tale narrazione documenta la "sepoltura collettiva" praticata dai sumeri, già individuata grazie alle scoperte archeologiche. Questa epopea non è ripresa nella versione babilonese opera dello scriba ed esorcista cassita Sîn-lēqi-unninni.

en dgilgameš2 ba-nu2 ḫur nu-mu-un-da-an-zi-zi»
(La morte di Gilgameš (versione di Me-Turan in sumerico: am gal-e ba-nu2 ḫur nu-mu-un-/da\-an-/zi-zi\; Il grande toro giace; mai più potrà alzarsi), 1-2 p. 384)
1
ku6 NUN-gin7 pu2 ḪAR ak-a MA /tur5?\-ra ba-la2-la2»
(La morte di Gilgameš (versione di Me-Turan in sumerico: am gal-e ba-nu2 ḫur nu-mu-un-/da\-an-/zi-zi\; Il grande toro giace; mai più potrà alzarsi), 15-16 p. 385)

### L'Epopeapaleobabilonese
Sono undici le tavole, rinvenute in differenti città della Mesopotamia (Sippar, Nerebtum,Šaduppum, Nippur), risalenti complessivamente al XVIII secolo a.C., che raccolgono quei frammenti in lingua accadica che gli studiosi ritengono costituenti un'unica opera che corrisponde al primo nucleo dell'Epopea di Gilgameš (in accadico: ⌈šu⌉-tu-ur e-li š[ar-ri]; lett. "Egli è superiore agli altri [re]"). Alcuni passaggi di questi frammenti si accavallano, ma nessuno di essi è abbastanza lungo da presentare l'intera opera o anche una parte significativa di essa come invece avviene nella versione classica. Tuttavia, offrono un assaggio di diversi passi simili alla versione ninivita, il che ha permesso di identificarli abbastanza rapidamente come elementi della versione più antica delle avventure di Gilgamesh, anche se le differenze tra brani simili della stessa epoca indicano che ci erano già diverse varianti in circolazione. Quest'opera riporta almeno una delle gesta dell'eroe che si trovano presenti nei testi sumeri, cioè la morte di Humbaba, ma non si tratta di un adattamento delle storie sumere, bensì di una nuova opera a sé stante, probabilmente basata in parte su una tradizione orale che è totalmente sconosciuta agli storici. Questo aspetto è condiviso con altre opere epiche e mitologiche in accadico scritte nello stesso periodo (Atrahasis, La leggenda di Adapa, Mito di Etana) che irrompono nella letteratura come narrazioni coerenti senza antecedenti noti.
Il contenuto della versione paleo-babilonese può essere ricostruito a grandi linee dai frammenti conosciuti e dalla loro relazione con la versione classica, e il suo sviluppo è chiaramente simile a quest'ultima. Mancano però gli episodi della lotta con il Toro Celeste, la maledizione della prostituta sacra Šamḫat da parte di Enkidu, la visione degli Inferi e il racconto del Diluvio. D'altra parte, i frammenti di questo periodo contengono passaggi che non sono stati riproposti in seguito, come la seconda settimana di rapporti sessuali tra Enkidu e Šamḫat, o la predica epicurea della taverniera Shiduri.

#### Tavola della Pennsylvania
Grazie al colofone inserito al termine della Tavola della Pennsylvania (OB II), oggi conservata al Museo di archeologia e antropologia dell'Università della Pennsylvania, la quale corrisponde alla II Tavola dell'opera, sappiamo che la prima versione della Saga del re di Uruk incominciava con il rigo 27 della I Tavola della versione "classica" ovvero con la frase: ⌈šu⌉-tu-ur e-li š[ar-ri] (lett. Egli è superiore agli altri [re]) quindi, come per tutta la letteratura mesopotamica per cui il primo rigo corrispondeva al "titolo" dell'opera, l'Epopea paleobabilonese aveva questo come titolo identificativo. Questa Tavola riporta le vicende narrate nella I e nella II Tavola dell'Epopea classica.

#### Tavola di Yale
Composta di 288 righe, la Tavola di Yale (OB III), oggi conservata presso la Yale Babylonian Collection a New Haven, è la continuazione della Tavola della Pennsylvania e corrisponde come contenuti alle II e III tavole dell'Epopea classica. Qui Gilgameš cerca di far adottare dalla propria madre, la dea Ninsun, l'amico Enkidu. Ma la dea rifiuta ed Enkidu scoppia in lacrime, per consolarlo, Gilgameš lo invita all'avventura nella Foresta dei Cedri, là dove vive il terribile guardiano Ḫubaba. Ma Enkidu lo sconsiglia inutilmente: Gilgameš è determinato a realizzare una fama imperitura.

#### Tavole di Nippur
Sono due tavole risalenti alla città di Nippur, oggi conservate una (OB UM) a Filadelfia (presso l'University Museum) l'altra (OB Nippur) a Baghdad presso il Museo nazionale iracheno. Contengono frammenti, nella prima corrispondono ai contenuti della II Tavola dell'Epopea classica, nella seconda alla IV Tavola, segnatamente al quarto sogno di Gilgameš.

#### Tavole di Tell Ḫarmal
Sono due tavole (OB Harmal 1 e OB Harmal 2) conservate presso l'Iraq Museum di Baghdad, che risalgono alla città di Šaddupûm e corrispondono alla IV Tavola dell'Epopea classica. Elemento interessante è che nella seconda di queste tavole viene riportato che la Foresta dei Cedri è la residenza degli dèi. Quindi se nell'Epopea classica è evidente che il re di Uruk non conosca il luogo dove si sta recando, in quella paleobabilonese egli conosce il luogo dove intende recarsi.

#### Tavola di Išcali
Conosciuta anche come "Tavola di Bauer" (dal nome del suo primo curatore, l'assiriologo tedesco Theo Bauer, 1896–1957) o anche "Tavola di Chicago" (in quanto conservata presso l'Istituto orientale dell'Università di Chicago), ma più diffusamente come "Tavola di Išcali" (OB Ishcali) dal luogo del suo rinvenimento (probabilmente corrisponde all'antica città di Nērebutum), in questa Tavola ambedue gli eroi, Gilgameš ed Enkidu, uccidono il guardiano Ḫubaba; anche qui, la Foresta dei Cedri risulta essere la residenza degli dèi, dove i due eroi entrano dopo l'uccisione del guardiano. Significativo anche che il taglio dei cedri qui occorra come necessità in quanto questi alberi partecipavano della vita del mostro.

#### Tavola di Baghdad
La Tavola di Baghdad (OB IM), che prende il suo nome dal fatto di essere conservata presso l'Iraq Museum di Baghdad, è un frammento correlato alla Tavola V (v.297) dell'Epopea classica. Essa presente i due eroi dell'epopea, Gilgameš ed Enkidu, intenti, mentre avanzavano verso la "dimora segreta degli dèi" ( ⌈di-X (X) X ir-ta⌉-ḫi-iṣ qí-iš?-tam <ša> ⌈gišerēnim(eren)?⌉ mu-ša-bi-i-li e-nu-na-ki -pu-zu-⌈ra⌉-mi-ip-te; versi 17-18), a una discussione di tipo "religioso" in quanto sono in procinto di tagliare un cedro con il legno del quale intendono costruire una porta nel tempio di Enlil a Nippur.

#### Tavole della Collezione Schøyen
Queste due tavole dell'Epepoea paleobabilonese (OB Schøyen) sono conservate presso la Collezione Schøyen a Oslo in Norvegia. La loro antica provenienza è sconosciuta. La prima pubblicazione di queste due tavole la si deve all'assiriologo britannico Andrew R. George in The Babylonian Gilgamesh Epic - Introduction, critical edition and cuneiform texts, 1° vol., Oxford, Oxford University Press, 2003, pp. 219–240. Questi frammenti corrispondono alle Tavole II e IV della versione "classica".

#### Tavola di Meissner-Millard
Questa tavola (OB VA-BM), così indicata dai nomi dell'assiriologo tedesco Bruno Meissner (1868–1947) e dell'assiriologo britannico Alan Ralph Millard (1937), conosciuta anche come "Tavola di Sippar" dal luogo della sua provenienza o anche "Tavola di Berlino e di Londra" (oggi una parte è conservata presso il British Museum di Londra mentre l'altra è conservata presso il Museo di Berlino), contiene alcuni avvenimenti correlati alla tavola X dell'Epopea classica.
Una sostanziale differenza con quest'ultima è la risposta che la divina taverniera Shiduri dà al re di Uruk (nell'Epopea ninivita, Šiduri non risponde alle angosce di Gilgameš) che si lamenta della scomparsa dell'amico Enkidu e della presenza della morte: 
(OB VA+BM 1-14; traduzione di Giovanni Pettinato, La Saga di Gilgameš, p.213)
Dal che, a differenza del testo dell'epopea classica che motiverà la mortalità dell'umanità come conseguenza del Diluvio Universale, qui, invece, gli uomini sono da sempre in quanto creati tali, mortali.

### Le epopee mediobabilonese e medioassira
Del periodo mediobabilonese, quindi del periodo in cui è vissuto lo scriba ed esorcista cassita Sîn-lēqi-unninni, conserviamo diversi frammenti: uno da Ur, uno da Nippur, due da Emar (Siria), uno da Megiddo (Palestina), uno da Assur, uno da Kalkhu.

### I frammenti ittiti, accadici e ḫurriti
I diversi frammenti in cuneiforme ittita del così indicato Canto di Gilgameš provengono dall'antica città di Ḫattuša (oggi Boğazkale in Turchia), segnatamente dall'area del Tempio I della Città Bassa e dall'edificio K della Città Alta. Da evidenziare il fatto che il Canto di Gilgameš in lingua ittita è, a differenza di tutte le altre edizioni dell'epopea, in prosa anziché in versi.
Questa redazione ittita sembrerebbe raggiungere una certa unitarietà, senza tuttavia consentire di parlare di un unico "canto" ittita di Gilgameš: dalle origini di Gilgameš fino al suo incontro con Utanapištim, passando per le vicende che ineriscono alla Foresta dei Cedri e all'incontro con il guardiano, qui indicato in antico sumerico come Ḫuwawa. Alcuni frammenti dell'epopea ittita risentono comunque dell'influenza di una versione ḫurrita in quanto ne conservano i nomi propri.
(CTH 341 3: 1.A I 1- 1.A I 13. Traduzione di Giuseppe Del Monte e Giovanni Pettinato,  La Saga di Gilgameš, p.295; per la traslitterazione dal cuneiforme ittita cfr. Giuseppe Del Monte, Antologia della letteratura ittita, Servizio Editoriale Universitario di Pisa - Aprile 2003, p. 119)
Sempre a Ḫattuša sono stati rinvenuti frammenti di una redazione accadica e di una ḫurrita, quest'ultima pressoché indecifrabile.

### L'Epopeaclassica babilonese
Il titolo comunemente assegnato a questa opera, L'epopea di Gilgameš, è moderno e non riferibile in alcun modo ai suoi estensori. Questa versione, indicata dai moderni come "classica", è attribuita allo scriba ed esorcista cassita Sîn-lēqi-unninni e fu rinvenuta in frammenti di argilla tra le rovine della biblioteca reale nel palazzo del re Assurbanipal a Ninive, capitale dell'impero assiro. Tale opera è stata certamente raccolta e canonizzata prima dell'VIII secolo a.C., forse intorno al XII secolo a.C., e successivamente fedelmente riprodotta come era costume degli scribi.
Gilgameš, figlio della dea Ninsun e del dio-re Lugalbanda, re di Uruk, è forte e potente. Per fermare la foga guerriera di Gilgameš, il padre degli dei ascolta i lamenti delle mogli e dei genitori dei guerrieri del re, stanchi delle continue battaglie, e crea Enkidu.
Enkidu, è un uomo selvaggio che vive nella foresta con gli animali, ma viene reso più simile agli uomini dall'incontro con la prostituta sacra Šamḫat. Dopo aver conosciuto Gilgameš e Uruk e averlo riconosciuto come potente re, lo accompagna nella Foresta dei Cedri per uccidere il mostruoso guardiano Ḫubaba.
Una volta questo compito terminato e abbattuto tutti i cedri, Gilgameš ed Enkidu rientrano a Uruk. Lì la dea Ištar, dea dell'amore fisico, si invaghisce del re proponendosi come sua sposa. Ma Gilgameš la respinge motivando il suo rifiuto con il triste destino occorso a chi aveva precedentemente sposato la dea. Ištar, rifiutata, si infuria e recatasi in Cielo dal dio An gli chiede di inviare sulla terra il Toro celeste affinché uccida Gilgameš. An risponde negativamente alle pressanti richieste di Ištar, ma si decide a liberare il Toro dopo che la dea minaccia di aprire i cancelli degli Inferi. Il Toro celeste sconvolge la Terra, ma viene affrontato da Gilgameš e da Enkidu che lo uccidono.
Gli dei si riuniscono e decidono la morte per Enkidu che, insieme a Gilgameš, ha ucciso due esseri divini: Ḫubaba e il Toro Celeste. Enkidu quindi si ammala e muore. Gilgameš è disperato per la morte dell'amico e spaventato dalla presenza della "morte"; vagando per la steppa coperto di pelli, va alla ricerca di Utanapištim, l'unico sopravvissuto al Diluvio universale a cui gli dèi hanno concesso la vita eterna.
Raggiunto Utanapištim, dopo aver superato la montagna protetta dagli uomini-scorpione e dopo aver attraversato il Mare della Morte, Gilgameš viene a conoscenza del racconto sul Diluvio universale e diviene consapevole di non poter mai raggiungere l'immortalità. Nonostante questo, Utanapištim confida a Gilgameš l'esistenza della "pianta della giovinezza", mangiata la quale si può tornare ad essere giovani. Gilgameš la raggiunge nel profondo degli abissi e la prende allo scopo di portarla ai vecchi della sua città. Ma, mentre il re di Uruk sosta presso una pozza d'acqua per le purificazioni, un serpente mangia la pianta rinnovando in questo modo la sua pelle. Gilgameš è disperato, ma ormai pienamente consapevole dell'inevitabile destino degli uomini.
L'ultima tavola dell'epopea, la XII, narra di Gilgameš che perde i suoi preziosi strumenti di gioco (o di musica), che cadono negli Inferi. Enkidu si offre per andare a recuperarli, Gilgameš lo raccomanda di rispettare le regole del mondo dei morti affinché non venga trattenuto per sempre lì. Sceso negli Inferi, Enkidu viola le consegne di Gilgameš, quindi non può più tornare tra i vivi. Gilgameš è disperato e alla fine ottiene dagli dèi di poter incontrare l'amico e fedele servitore Enkidu: la tavola termina con il racconto di Enkidu a Gilgameš sul mondo dei morti.

## Interpretazioni dell'Epopea
Numerose sono le interpretazioni degli studiosi sulla natura e sui contenuti di questa prima epopea della storia dell'umanità. Da quelle tardo ottocentesche di Hugo Winckler (1863-1913) e Heinrich Zimmern (1862-1931), che lo hanno interpretato in senso mitologico e astrologico, ovvero un poema sul dio Sole. In analogo modo, per Otto Weber (1902-1966), Gilgameš rappresenterebbe il Sole mentre Enkidu la Luna.
Arthur Ungnad (1879-1945) ha considerato il poema un'opera etica, precorritrice dell'Odissea di Omero. Per Hermann Häfker (1873-1939) è un poema storico e umano, con il suo problema centrale della vita e della morte. Sigmund Mowinckel (1884-1965) lo ha invece riportato sul piano religioso interpretando la natura divina di Gilgameš come quella di un dio che muore e poi risorge. Benno Landsberger (1890-1968) ha considerato questo poema come un poema nazionale babilonese con il suo "ideale" umano. Franz Marius Theodor Böhl (1872-1976) vi ha letto un conflitto tra i seguaci del culto di Šamaš e quelli di Ištar. Per Geoffrey Stephen Kirk (1921-2003), Gilgameš rappresenterebbe la cultura, la civiltà, opposta alla natura, quest'ultima simboleggiata da Enkidu.
Per Thorkild Jacobsen (1904-1993) è un poema della crescita: dalle avventure adolescenziali alla maturità.
L'archeologo e assiriologo italiano Giorgio Buccellati, approfondendo le intuizioni dell'assiriologo francese Jean Nougayrol, lo ha interpretato in chiave "sapienziale", quindi di "cambiamento spirituale":
(Giorgio Buccellati, Gilgamesh in chiave sapienziale, in Tre saggi sulla sapienza mesopotamica, "Oriens Antiquus" XI (1972): 34)
Il filologo e assiriologo francese Raymond-Riec Jestin così chiosa la narrazione della ricerca dell'immortalità da parte dell'eroe di Uruk:
(Raymond-Riec Jestin, in Henri-Charles Puech (a cura di), Le religioni in Egitto, Mesopotamia e Persia, Bari, Laterza, 1988, p. 107)

## La ricezione e l'influenza dell'Epopeanel mondo antico

### Antica Mesopotamia e Vicino Oriente
L'Epopea di Gilgameš è stata descritta in passato come una "saga nazionale" dell'antica Mesopotamia, una rappresentazione dell'uomo babilonese "ideale", il che è eccessivo. Ci sono, tuttavia, diversi argomenti per argomentare a favore del fatto che l'Epopea di Gilgameš godette di una certa popolarità nell'antica Mesopotamia e in alcune regioni vicine, almeno nell'ambiente letterato che è il quadro con cui è conosciuta. Il contesto del ritrovamento delle tavolette relative al racconto, quando è identificato, corrisponde ai luoghi dove si praticava l'insegnamento: un ambiente scolastico o nelle biblioteche dei templi e dei palazzi del I millennio a.C. Questi luoghi erano accessibili agli studiosi (generalmente membri del clero). In questi contesti, l'Epopea, e la letteratura mitologica ed epica in generale, rappresentano solo una piccolissima parte delle tavolette ritrovate; per esempio, rappresentano solo poche dozzine di tavolette fra le migliaia dissotterrate a Ninive. Nell'ambiente scolastico, l'Epopea sembra servire come divertente testo di base per l'apprendimento della scrittura cuneiforme (a quanto pare soprattutto le sue prime tavolette), e per essere studiato nella sua interezza dagli studenti più esperti. Le versioni complete erano disponibili nelle biblioteche dei sapienti e letterati.
Ha senso comparare in termini di "popolarità" questo testo rispetto ad altri testi mitologici ed epici. A giudicare dal numero di esemplari rinvenuti databili al I millennio a.C., solo l'Enūma eliš sembra superare in diffusione l'Epopea di Gilgameš, mentre l'Epopea di Erra è conosciuta da un numero di tavolette che si avvicinano a quante esistenti sul racconto delle avventure di Gilgameš; tuttavia, a differenza di quest'ultimo, questi altri due testi hanno potenzialmente usi rituali, il che potrebbe in parte spiegare la loro diffusione. I ritrovamenti di copie dell'Epopea fuori dai confini della Mesopotamia, seppur in altre regioni che parteciparono alla "cultura cuneiforme" nella seconda metà del II millennio a.C. (in Siria, Palestina, Anatolia con traduzioni in ittita e hurrita) sembra sottolineare una certa popolarità dell'opera nel mondo letterato, nonché il fatto che le avventure di Gilgameš abbiano conosciuto diverse versioni e rielaborazioni per più di un millennio e furono copiate fino ai tempi dei Seleucidi e dei Parti, fino alla fine della cultura letterata cuneiforme mesopotamica.

### Influenze dell'Epopeanell'antichità e nel Medioevo
Fin dalla sua riscoperta, le influenze dell'Epopea di Gilgameš ed eventuali contaminazioni nella cultura delle civiltà del Medio Oriente e non solo sono state oggetto di numerosi studi. Tuttavia, è spesso difficile stabilire con sicurezza se esiste effettivamente un prestito diretto dall'Epopea, o se questo provenga più in generale da altre leggende su Gilgameš che possono essersi diffuse per via orale o in forma scritta. I casi di trasmissione più evidenti sono quelli in cui possiamo trovare un prestito letterario diretto, dal confronto di brani simili di due opere. Trovare il nome di Gilgameš e di altri personaggi dell'Epopea in altre fonti è anche un elemento conclusivo per la sopravvivenza di aspetti del racconto epico. Lo studio delle tematiche è più complesso, in quanto le comunanze tra più resoconti possono semplicemente testimoniare che questi argomenti erano condivisi più ampiamente nelle civiltà antiche a causa di legami culturali e scambi in epoche diverse, tanto più che le fonti che indichino attraverso quali canali la trasmissione possa essere avvenuta, in particolare durante la tarda antichità, sono pochissime.
Il legame tra le storie del diluvio universale della Genesi e della tavoletta XI dell'Epopea (o più in generale delle versioni mesopotamiche del diluvio, dato che la storia di Gilgameš si basa chiaramente su l'Atrahasis ed è un'aggiunta tarda), sarebbe dovuto a un tema mitologico condiviso tra diverse civiltà del Medio Oriente antico. In questo caso però, le somiglianze tra i testi sembrerebbero deporre a favore di un'influenza diretta o indiretta dei racconti mesopotamici sulla stesura della Bibbia, anche se non è necessariamente il testo dell'Epopea ad essere il modello di riferimento. È stato anche ipotizzato che vi sia un'influenza letteraria del passo dell'Epopea relativo alla lotta tra Gilgameš ed Enkidu su un altro passo della Genesi, quello della lotta di Giacobbe con l'angelo. Delle somiglianze tra passaggi dell'Epopea e dell'Ecclesiaste (in particolare fra il discorso di Shiduri nella versione paleobabilonese ed Ec 9:7-9) hanno anche portato alcuni studiosi a supporre un'influenza diretta del primo sul secondo.
La ricerca sulle influenze dell'Epopea su altre opere ha trovato riscontri anche da Omero, dove Martin West ha proposto tracce di un'influenza letteraria sull'Iliade e l'Odissea. Nel primo Achille è, come Gilgameš, un eroe fisicamente forte, figlio di una dea (Teti) e il suo rapporto con Patroclo presenta somiglianze con quello tra l'eroe mesopotamico ed Enkidu, con un esito tragico simile accompagnato dagli struggenti lamenti dell'eroe. Nella seconda, Ulisse ha in comune con Gilgameš l'aver compiuto lunghe peregrinazioni e una grande saggezza; la Nekyia del Canto XI dell'Odissea prenderebbe in prestito dalla tavoletta XII della versione di Ninive dell'Epopea di Gilgameš. Andrew George ha obiettato che queste somiglianze riguarderebbero solo contaminazioni da motivi già popolari dal Medio Oriente alla Grecia, e che queste opere appartengano allo stesso genere, quello dell'epica, con temi e strutture narrative comuni.
Possibili contaminazioni delle avventure di Gilgameš sono state rilevate in diversi testi della letteratura della tarda Antichità; certamente testimoniano della continuità della figura di Gilgameš nelle opere letterarie, ma in realtà non hanno nessuna somiglianza tanto stretta con l'Epopea che permetta di ravvisare un'influenza letteraria diretta. Gilgameš (glgmyš) e Humbaba (ḥwbbš) appaiono nel Libro dei Giganti, uno dei rotoli del Mar Morto risalenti al I  secolo a.C.. La dèa della Siria, un'opera di Luciano di Samosata, retore greco del II  secolo, contiene un episodio che è stato messo in relazione con la storia di Gilgameš: narra di un personaggio di nome Combabos, amico del re Seleucos, che, per non essere accusato di aver concupito la moglie di quest'ultimo, Stratonice, che deve accompagnare in un viaggio, sceglie di evirarsi. Un passaggio da Sulla natura degli animali di Claudio Eliano, filosofo romano dell'inizio del III secolo, racconta la nascita di un personaggio di nome Gilgamos; la storia però non richiama in alcun modo l'Epopea, ma piuttosto ad altre opere dell'antica Mesopotamia o delle regioni limitrofi, come il mito di Etana e la leggendaria nascita di Sargon di Akkad.
D'altra parte, alcuni racconti di epoca antica e medievale, seppur senza espliciti riferimenti al nome di Gilgameš, presentano abbastanza somiglianze con episodi dell'Epopea da far considerare un'influenza, per quanto lontana. Nel Libro di Enoch, la geografia mitica descritta durante i viaggi onirici di Enoch presenta somiglianze con le peregrinazioni di Gilgameš quando si recò da Uta-napishti. Le notevoli vicinanze tra le avventure di Gilgameš e quelle del re Alessandro, raccontate nel Romanzo di Alessandro (versione β, V e secolo, originariamente in greco, poi tradotto e adattato in siriaco, arabo, ecc.), in particolare nella sua ricerca della fonte della giovinezza, sono un esempio di prestito letterario dall'Epopea. Talvolta si suppone una contaminazione delle leggende riguardo Alessandro in un passo del Corano[Corano XVIII:60-82] in cui Moussa (Mosè) si reca alla confluenza dei due mari e dove incontra un personaggio di nome al-Khidr che lo sottopone a una prova di pazienza; andando oltre, alcuni studiosi hanno supposto un'influenza indiretta, e talvolta diretta, delle leggende su Gilgameš. Il racconto di Buluqiya, un racconto arabo delle Mille e una notte che ha come eroe un giovane re che parte per un'avventura dove incontra un re immortale che gli insegna i segreti della creazione del mondo, ha diversi punti in comune con la vicenda di Gilgameš, ma resta difficile tracciare una continuità tra i due racconti. Accettare questa influenza su dei testi successivi alla fine della tradizione cuneiforme suppone infatti che esistessero versioni in aramaico dell'Epopea di Gilgameš che sono servite da canale di trasmissione.
Fuori dal Medio Oriente, un episodio del poema epico indiano Mahābhārata racconta come un giovane asceta di nome Ṛśyaśṛnga, cresciuto come un selvaggio in mezzo alla natura, sia sedotto da una prostituta e poi condotto dal sovrano locale. La storia di Ṛśyaśṛnga è stata collegata al racconto dell'acculturamento di Enkidu da parte della cortigiana Shamhat nelle tavolette I–II della versione babilonese "classica" dell'Epopea.

## L'Epopeain epoca contemporanea
Dopo la sua riscoperta alla fine del XIX secolo, l'Epopea si è diffusa gradualmente a un pubblico sempre più ampio e ha ispirato un numero crescente di creazioni. Tuttavia, c'è un ritardo tra la data della prima riscoperta dell'Epopea e l'inizio della sua influenza nelle arti contemporanee. Solo dopo la prima guerra mondiale le prime traduzioni affidabili, destinate ad un pubblico non accademico, hanno cominciato a incontrare il loro pubblico tra gli scrittori e poeti, e non è stato fino a dopo la seconda guerra mondiale che la storia di Gilgameš ha cominciato a conoscere una più ampia diffusione.

### Letteratura
La ricezione dell'Epopea di Gilgameš nei quarant'anni dopo la sua scoperta è dominata dalle controversie teologiche e dalla storia delle religioni: infatti l'Epopea interessa principalmente per i parallelismi con la Bibbia, in particolare della storia del Diluvio universale. Durante e dopo la prima guerra mondiale, la pubblicazione di numerose traduzioni suscitò l'interesse di un pugno di scrittori e artisti, principalmente in Germania. L'Epopea è allora citata e commentata con entusiasmo da Rainer Maria Rilke, Hermann Hesse e Thomas Mann, nonché dallo psicanalista Carl Gustav Jung.
La posterità dell'Epopea assume un'importanza molto maggiore dopo la fine della seconda guerra mondiale. La letteratura della Germania del dopoguerra mostra un notevole interesse per Gilgameš, alimentando narrazioni originali di vario genere. Hermann Kasack pubblica nel 1947 il romanzo La città oltre il fiume dove un ricercatore specializzato nell'antica Akkadia ritrova, dopo la guerra, Amburgo in rovina (la città del titolo), descritta come un mondo spettrale vicino agli incubi di Enkidu. Il romanzo Fluß ohne Ufer di Hans Henny Jahnn, pubblicato nel 1949-1950 sotto forma di trilogia, mette in scena nella sua parte centrale la vita di un compositore segnata da un rapporto omoerotico ventennale con un suo amico, e l'opera alla quale questo compositore ha lavorato a lungo risulta essere una sinfonia ispirata da Gilgameš. Il romanzo poliziesco Der Fall Gouffé di Joachim Mass intreccia una serie di riferimenti all'Epopea, di cui il protagonista è così appassionato che i suoi amici lo soprannominano "Gilgamesh-Edmond"; l'indagine sulla morte di un suo amico lo porta ai quattro angoli del mondo, come Gilgameš dopo la morte di Enkidu, e ha a che fare con una seduttrice che può ricordare Ishtar. Negli Stati Uniti, l'Epopea suscita l'interesse dei poeti Charles Olson e Gregory Corso.
Molti adattamenti dell'antica epopea destinati a un vasto pubblico, seppur includendo aspetti nuovi, sono stati pubblicati alla fine del XX secolo e all'inizio di XXI secolo. Alcuni di questi adattamenti sono illustrati, soprattutto quando si tratta di pubblicazioni per bambini. Nel Quebec, l'autore Jean Marcel pubblica nel 1979 Le Chant de Gilgamesh, una traduzione adattata con illustrazioni di Maureen Maxwell. In Francia, l'Epopea di Gilgameš è entrata a far parte del corso di francese delle scuole medie nel 2008, considerato tra i “testi fondanti” da studiare in prima media, il che ha portato a diverse pubblicazioni di adattamenti per giovani da parte di case editrici di libri didattici.
La fine degli anni 1950 vede l'inizio di molti adattamenti dell'Epopea di Gilgameš sotto forma di romanzi storici. Il primo rappresentante del genere è Gilgamesh: Romanzo, di Gian Franco Gianfilippi, pubblicato nel 1959. Nel 1984, l'autore di fantascienza statunitense Robert Silverberg pubblica Gilgamesh (edito nel 1988 in Italia, traduzione di Daniela Galdo, da Fanucci Editore) una versione storicizzata dell'Epopea (il seguito appare nel 1989, To the Land of the Living).
Altre riscritture affrontano la storia da un punto di vista femminista, come Call Me Ishtar, un romanzo di Rhoda Lerman pubblicato nel 1973.

### Musica

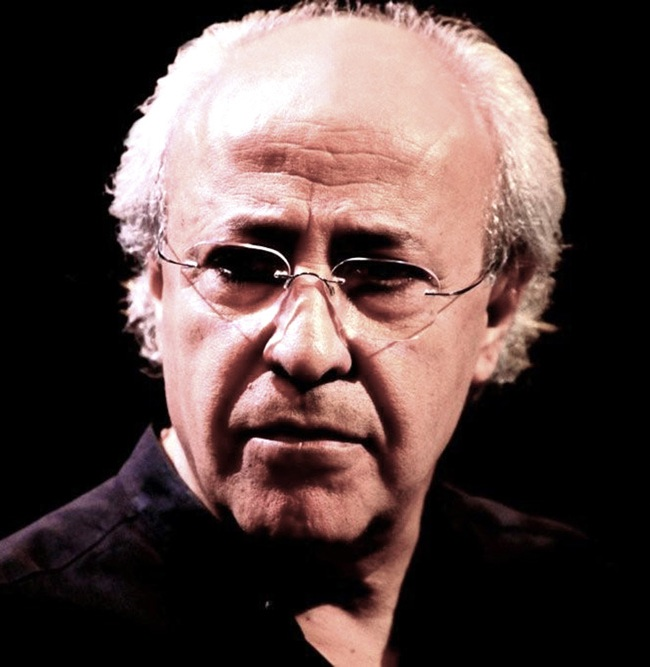
Abed Azrié nel 2013.

Nel 1958, il compositore Bohuslav Martinů pubblica a Basilea un oratorio, L'Epopea di Gilgamesh (Epos o Gilgamešovi), ispirato dal testo babilonese; l'oratorio è generalmente considerato il suo capolavoro.
Nel 2001, il poeta, compositore e cantante franco-siriano Abed Azrié realizza un adattamento che unisce la lettura o il canto di traduzioni in arabo delle tavolette sumero-babilonesi dell'Epopea, con un accompagnamento musicale di strumenti come l'oud, il qânun il flauto nay e percussioni orientali.
Nel 1992, il 5 giugno, si tenne al Teatro dell'Opera di Roma la prima dell'opera lirica in due atti Gilgamesh, realizzata da Franco Battiato e Giusto Pio. Pubblicata su disco il 4 dicembre 1992 per l'etichetta EMI, è prodotta da Enrico Maghenzani e registrata ai Forum Studios (Roma), ai Logic Studio (Milano) e ai Real World Studios di Wiltshire, in Inghilterra.

### Teatro
In Iraq, l'Epopea di Gilgameš è stata oggetto di diversi adattamenti teatrali nel corso degli anni 1970, spesso segnata dalle idee nazionaliste e rivoluzionarie del partito Ba'th allora al potere. Uno di questi adattamenti è stato rappresentato nel teatro di Babilonia.
Le Voyage spirituel de Gilgamesh è un adattamento franco-indonesiano del 1988 che unisce l'opera di artisti indonesiani (i dalangs) specializzati nel wayang, il teatro dei burattini indonesiano, e attori francesi del Théâtre aux Mains Nues.

### Danza
Un adattamento moderno della storia di Gilgameš è Outwitting The Devil del 2019, uno spettacolo di musica e danza diretto da Akram Khan.

### Arti plastiche
L'artista tedesco Anselm Kiefer pubblica nel 1981 tre serie di fotomontaggi intitolate Gilgamesh und im Enkidu Zedernwald. L'ispirazione dell'opera è il passaggio de L'epopea di Gilgameš che narra l'avventura di Gilgameš e Enkidu nella Foresta dei Cedri, sebbene l'interpretazione grafica se ne discosti abbastanza.

### Cinema
This Unnameable Little Broom (or the Epic of Gilgamesh) è un cortometraggio animato del 1985 diretto dai fratelli Quay che utilizza l'animazione a passo uno e la cui sceneggiatura è vagamente basata sull'episodio in cui Gilgameš invia la cortigiana da Enkidu per "addomesticarlo".

### Fumetti
Fra i primi adattamenti a fumetti vi è la saga di Gilgameš realizzata dallo sceneggiatore paraguaiano Robin Wood e dal disegnatore argentino Lucho Olivera, pubblicata in italiano da Eura Editoriale negli anni 1980. In questo ciclo di storie, l'eroe Gilgameš ottiene finalmente l’immortalità dopo aver soccorso l’alieno Utnapistim precipitato sulla terra, ma l'immortalità del loro re opprime gli abitanti di Uruk.
Diversi adattamenti a fumetti sono stati pubblicati all'inizio del XXI secolo. Gilgamesh di Gwen de Bonneval e Frantz Duchazeau, edito da Dargaud e pubblicato in due volumi fra il 2004 e il 2006, costituisce un fedele adattamento del testo antico che si basa sulla traduzione francese di Jean Bottéro.
Nel 2012, l'episodio del Toro celeste è stato adattato da Kevin e Kent Dixon e pubblicato nell'antologia The Graphic Canon: The World's Great Literature as Comics and Visuals, che adatta a fumetti i capolavori letterari più famosi. Nel 2018, i Dixon hanno pubblicato la loro versione integrale dell'opera.
L'autore di fumetti tedesco Jens Harder pubblica Gilgamesh nel 2017, la cui sceneggiatura è molto vicina al testo antico e i cui disegni sono ispirati all'iconografia assira.
Nel 2019 prende inizio la pubblicazione della serie La sagesse des mythes di Luc Ferry, Clotilde Bruneau e Pierre Taranzano segue il più fedelmente possibile il testo originale dell'Epopea di Gilgamesh. Sono previsti tre volumi, editi da Glénat.
Altri fumetti traggono liberamente ispirazione dal testo assiro. Gilgamesh, fumetto fantascientifico di Jean-Yves Mitton e Franck Zimmerman, edito da Soleil nel 1996, coinvolge l'eroe in una trama di ambientata nella prima guerra del Golfo. L'Épopée de Gilgamesh è il titolo del primo volume di una serie incompiuta di Julien Blondel e Alain Brion, pubblicata da Soleil nel 2010: si tratta di un adattamento fantasy molto libero dell'Epopea.

### Videogiochi
È un personaggio ricorrente in numerosi titoli della serie videoludica di Final Fantasy.

### Traduzioni
- (FR) Jean Bottéro, L’Épopée de Gilgameš, collana L'aube des peuples, Gallimard, 1992, ISBN 978-2070725830.
- (FR) Raymond-Jacques Tournay e Aaron Shaffer, L’Épopée de Gilgamesh, collana Littératures anciennes du Proche-Orient, Le Cerfª ed., 1994, LAPO.
- (EN) Andrew R. George, The Epic of Gilgamesh, Penguin Classicsª ed., 1999, GEO2.
- (EN) Benjamin R. Foster (ed.), The Epic of Gilgamesh, W. W. Nortonª ed., 2001, FOS.
- (DE) Stefan M. Maul, Das Gilgamesch-Epos, C. H. Beckª ed., 2014, MAU.
- (EN) G. S. Kirk, Myth, Cambridge University Press et University of California Pressª ed., 1970,  p. 132-152, KIR.
- (EN) Thorkild Jacobsen, The Treasures of Darkness, Yale University Pressª ed., 1976,  p. 193-219, JAC.
- (EN) Jeffrey H. Tigay, The Evolution of the Gilgamesh Epic, Bolchazy-Carducci Publishers, 1982.
- (en) William L. Moran, «The Gilgamesh Epic: A Masterpiece from Ancient Mesopotamia», dans Jack M. Sasson (dir.), Civilizations of the Ancient Near East, New York, 1995, p. 2327-2336
- (EN) Rivkah Harris, Gender and Aging in Mesopotamia, University of Oklahoma Pressª ed., 2000, HAR.
- (EN) Andrew R. George, The Babylonian Gilgamesh Epic, 2 volumi, Oxford University Press, 2003.
- (EN) Andrew R. George, Gilgamesh and the Literary Traditions of Ancient Mesopotamia, in Gwendolyn Leick (a cura di), The Babylonian World, New York, 2007,  pp. 447-459.
- (DE) Walther Sallaberger, Das Gilgamesch-Epos, C. H. Beckª ed., 2008, SAL.